# Tczów (gromada)
Tczów – dawna gromada, czyli najmniejsza jednostka podziału terytorialnego Polskiej Rzeczypospolitej Ludowej w latach 1954–1972.
Gromady, z gromadzkimi radami narodowymi (GRN) jako organami władzy najniższego stopnia na wsi, funkcjonowały od reformy reorganizującej administrację wiejską przeprowadzonej jesienią 1954 do momentu ich zniesienia z dniem 1 stycznia 1973, tym samym wypierając organizację gminną w latach 1954–1972.
Gromadę Tczów siedzibą GRN w Tczowie utworzono – jako jedną z 8759 gromad na obszarze Polski – w powiecie kozienickim w woj. kieleckim, na mocy uchwały nr 13e/54 WRN w Kielcach z dnia 29 września 1954. W skład jednostki weszły obszary dotychczasowych gromad Tczów Średni, Borki, Podzakrzówek i Lucin ze zniesionej gminy Tczów w powiecie kozienickim oraz część kol. Janówka pod nazwą Janówka Mała z dotychczasowej gromady Osuchów ze zniesionej gminy Miechów w powiecie iłżeckim.
1 października 1954 gromada weszła w skład nowo utworzonego powiatu zwoleńskiego w tymże województwie, gdzie ustalono dla niej 13 członków gromadzkiej rady narodowej.
31 grudnia 1959 do gromady Tczów przyłączono wieś Bartodzieje oraz kolonie Janów, Huta i Józefów zniesionej gromady Bartodzieje w tymże powiecie.
1 stycznia 1969 do gromady Tczów przyłączono obszar zniesionej gromady Brzezinki.
1 stycznia 1970 z gromady Tczów wyłączono wieś Melanów, włączając ją do nowo utworzonej gromady Zwoleń w tymże powiecie.
Gromada przetrwała do końca 1972 roku, czyli do kolejnej reformy gminnej. 1 stycznia 1973 w powiecie zwoleńskim reaktywowano gminę Tczów.